# Will Arnett
William Emerson Arnett (Toronto, 4 de maio de 1970) é um ator canadense. Ficou conhecido pelo papel de Gob Bluth na série de televisão Arrested Development, transmitida entre 2003 e 2006 e pelo qual foi indicado para o Emmy de Melhor Ator Coadjuvante em Série de Comédia em 2006. Em 2007, estrelou no filme Blades of Glory com Will Ferrell, com quem trabalhou novamente em Semi-Pro em 2008.
Entre 2007 e 2013, participou em nove episódios da série de comédia 30 Rock, onde interpretou o papel de Devon Banks. Este trabalho valeu-lhe quatro indicações para os Emmy na categoria de Melhor Ator Convidado Numa Série de Comédia.
É também conhecido por interpretar o papel de Vernon Fenwick nos filmes das Tartarugas Ninja, dirigidos por Michael Bay e pelo seu trabalho de dublagem em filmes como The Lego Movie e The Nut Job e a série BoJack Horseman, que lhe valeu um prémio Annie.

## Biografia
Will Arnett nasceu em Toronto, no Canadá, filho de Edith Alexandra e Emerson James Arnett, um advogado e produtor de cerveja, entre outras ocupações. Os seus pais são naturais de Winnipeg. Will tem duas irmãs mais velhas e um irmão mais novo. O seu pai formou-se em Direito na Universidade de Harvard e foi CEO da Molson Brewries de 1997 a 2000.
Will frequentou a Lakefield College School, uma escola privada no Ontário, mas foi expulso no final do seu primeiro semestre. Ele acabou por terminar o ensino secundário na Leaside High School e entrou na Universidade Concordia em Montreal, mas desistiu ao fim de apenas um semestre.
Quando era adolescente, a sua mãe encorajou-o a seguir uma carreira na área da representação e ele entrou em alguns anúncios publicitários e em peças de teatro. Em 1990, Will mudou-se para Nova Iorque, onde estudou representação no Lee Strasberg Theatre and Film Institute.
Depois de terminar o curso de representação, Will teve dificuldade em conseguir trabalho estável. Entre 1996 e 2000 participou em vários episódios pilotos que não foram encomendados e em séries que foram canceladas ao fim de poucos episódios. A falta de trabalho levou a que o ator desenvolvesse um problema de alcoolismo que atingiu o seu auge no ano 2000, altura em que um amigo o ajudou a tratar-se. Após 15 anos de sobriedade, Will teve uma recaída durante a produção da série Flaked.
Will foi casado com a atriz Penelope Ann Miller entre 1994 e 1995.
Em agosto de 2003, Will casou-se com a atriz Amy Poehler, com quem teve dois filhos: Archibald (n. 25 de outubro de 2008) e Abel (n. 6 de agosto de 2010). Em 2012, depois de nove anos de casamento, o casal anunciou que se ia separar. O divórcio foi finalizado em 29 de julho de 2016.
Em junho de 2020, Will foi pai pela terceira vez de um menino, nascido do seu relacionamento com Alessandra Brown.

## Carreira

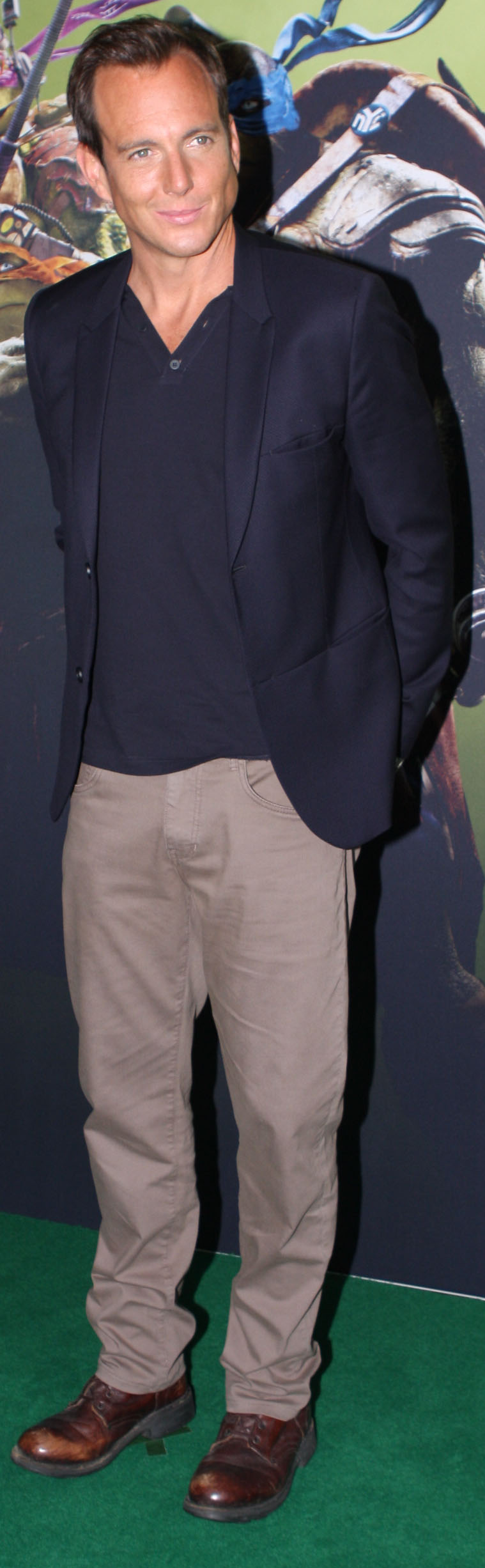
Will Arnett na estreia de Teenage Mutant Ninja Turtles em 2014.

Depois de ter participado em vários episódios pilotos falhados, Will Arnett tinha desistido de os procurar e o seu agente teve de o persuadir a fazer uma audição para o episódio piloto da série de comédia Arrested Development. Will acabou por conseguir o papel de George Oscar "Gob" Bluth, o filho mais velho da família Bluth que tenta desesperadamente obter o respeito da família apesar de ser um ilusionista falhado sem qualquer tipo de aptidão. Arrested Development nunca teve grandes audiências, mas tornou-se numa série de culto bastante elogiada pela crítica e vencedora de vários prémios, incluindo o Emmy de Melhor Série de Comédia em 2005. O próprio Will foi nomeado para o Emmy de Melhor Ator Secundário numa Série de Comédia em 2006.
O papel de Will Arnett em Arrested Development mudou por completo a sua carreira. Para além de o ter tornado mais conhecido, antes participar na série, Will tinha trabalhado mais como ator dramático e teve pequenos papéis em séries como The Sopranos e Law & Order: Special Victims Unit. No entanto, depois de Arrested Development, Will ficou conhecido sobretudo como um ator cómico.
O primeiro filme que protagonizou foi Let's Go to Prison, uma comédia de baixo orçamento realizada por Bob Odenkirk. No ano seguinte, teve um papel secundário no filme Blades of Glory. No filme, interpreta o papel de irmão da personagem de Amy Poehler (com quem estava casado na altura) e os dois têm uma relação incestuosa. O filme foi um grande sucesso e arrecadou 118 milhões de dólares em receitas de bilheteira nos Estados Unidos.
Nos anos seguintes, Arnett trabalhou maioritariamente em comédias. Teve papéis secundários em filmes como Spring Breakdown, Hot Rod, The Comebacks. On Broadway, Semi-Pro, The Rocker e When in Rome.
Em 2014, interpretou o papel secundário de Vernon Fenwick em Teenage Mutant Ninja Turtles do realizador Michael Bay. Em 2016 retomou o papel na sua sequela, Teenage Mutant Ninja Turtles: Out of the Shadows.
Na televisão, teve uma participação especial na série 30 Rock onde interpretou o papel de Devon Banks, um rival de Jack Donaghy, em nove episódios entre 2007 e 2013. Este papel valeu-lhe quatro nomeações para os prémios Emmy na categoria de Melhor Ator Convidado. Arnett também teve participações especiais em séries como King of the Hill, The Office, The Cleveland Show, The Simpsons e Parks and Recreation. Nesta última interpretou o papel de Chris, um técnico de IRM que tenta conquistar a personagem de Leslie Knope (interpretada por Amy Poehler).
Em 2010, foi um dos criadores (em conjunto com Mitchel Hurwitz e James Vallely) e protagonista da série Running Wilde, transmitida pelo canal Fox e, nos últimos três episódios, pelo FX. A série teve audiências fracas e foi cancelada ao fim de 13 episódios. No ano seguinte protagonizou, com Christina Applegate, a série Up All Night na NBC. Apesar de ter começado com críticas positivas e audiências razoáveis, a série foi perdendo espectadores de forma acentuada ao longo da sua transmissão e, a meio da segunda temporada foi suspensa com o objetivo de mudar o seu formato para incluir risos de um público de forma a torná-la mais comercial. Essa decisão não agradou ao elenco principal, que abandonou a série. Ela acabou por ser cancelada em 2012.
Em 2013, estreou mais uma série de comédia protagonizada por Arnett, desta vez no canal CBS. Em The Millers, Will interpreta o papel de Nathan Miller, um repórter de TV regional. A série teve críticas negativas e foi cancelada no início da sua segunda temporada em 2014.
Em 2016, estreou Flaked, uma série que co-criou e que protagoniza, na Netflix. A série teve críticas maioritariamente negativas. No ano seguinte, interpretou o papel de Mr. Quagmire na série A Series of Unfortunate Events, também da Netflix.
Desde 2020, Will apresenta o programa LEGO Masters. Nesse ano lançou ainda o podcast Smartless, que apresenta com Jason Bateman e Sean Hayes.

### Locução e Dublagens
A voz grave e distinta de Will Arnett foi um trunfo no início da sua carreira e levou a que ele conseguisse vários trabalhos de locução de anúncios publicitários e trailers. Durante algum tempo, ele foi o anunciador de programas do canal CBS.
Desde que se tornou mais conhecido, Arnett trabalhou em várias dublagens, tanto de séries televisivas como de filmes de animação. Algumas das suas personagens mais conhecidas incluem Lone Gunslinger Vulture em Ice Age: The Meltdown (2006), Horst em Ratatouille (2007), Vlad em Horton Hears a Who! (2008), The Missing Link em Monsters vs. Aliens (2009), Mr. Perkins em Despicable Me (2010), Surly em The Nut Job (2014) e Batman em The Lego Movie (2014). Em 2017, Will vai voltar a fazer a dublagem da personagem de Batman em The Lego Batman Movie.
Na televisão, o seu trabalho mais conhecido é BoJack Horseman, transmitida pelo serviço de streaming Netflix, onde faz a dublagem da personagem principal. Will também já fez dublagens em séries como Sit Down, Shut Up! e Freak Show.

## Filmografia

### Filme
| Ano  | Título                                           | Papel                       | Notas                               |
| ---- | ------------------------------------------------ | --------------------------- | ----------------------------------- |
| 1996 | Close Up                                         | Dave                        |                                     |
| 1996 | Ed's Next Move                                   | Garoto da previsão do tempo |                                     |
| 1999 | Southie                                          | Whitey                      |                                     |
| 1999 | The Waiting Game                                 | Lenny                       |                                     |
| 2000 | The Acting Class                                 | Will Bennett a              |                                     |
| 2001 | Series 7: The Contenders                         | Narrador                    |                                     |
| 2005 | Monster-in-Law                                   | Kit                         |                                     |
| 2006 | Ice Age: The Meltdown                            | Abutre                      | voz                                 |
| 2006 | RV                                               | Todd Mallory                |                                     |
| 2006 | The Great New Wonderful                          | Danny                       |                                     |
| 2006 | Let's Go to Prison                               | Nelson Biederman IV         |                                     |
| 2007 | Blades of Glory                                  | Stranz Van Waldenberg       |                                     |
| 2007 | Grindhouse                                       | Louctor                     | voz; segmento: "Don't"              |
| 2007 | On Broadway                                      | Tom                         |                                     |
| 2007 | Ratatouille                                      | Horst                       | voz                                 |
| 2007 | Hot Rod                                          | Jonathan Ault               |                                     |
| 2007 | Wristcutters: A Love Story                       | Messias                     |                                     |
| 2007 | The Brothers Solomon                             | John Solomon                |                                     |
| 2007 | The Comebacks                                    | Mailman                     |                                     |
| 2008 | Semi-Pro                                         | Lou Redwood                 |                                     |
| 2008 | Horton Hears a Who!                              | Vlad Vladikoff              | voz                                 |
| 2008 | The Rocker                                       | Lex                         |                                     |
| 2009 | Monsters vs. Aliens                              | The Missing Link            | voz                                 |
| 2009 | Spring Breakdown                                 | Ted                         | Lançado diretamente em vídeo        |
| 2009 | Força-G                                          | Kip Killian                 |                                     |
| 2009 | Brief Interviews with Hideous Men                | Subject No. 11              |                                     |
| 2010 | When in Rome                                     | Antonio                     |                                     |
| 2010 | Jonah Hex                                        | Lieutenant Grass            |                                     |
| 2010 | Despicable Me                                    | Mr. Perkins                 | Voz                                 |
| 2012 | The Secret World of Arrietty                     | Pod                         | Voz                                 |
| 2012 | Men in Black 3                                   | Agent AA                    | participação especial não-creditada |
| 2012 | Mansome                                          | Ele mesmo                   | documentário; produtor              |
| 2014 | The Nut Job                                      | Surly                       | Voz                                 |
| 2014 | The Lego Movie                                   | Batman                      | Voz                                 |
| 2014 | Teenage Mutant Ninja Turtles                     | Vernon Fenwick              |                                     |
| 2016 | Teenage Mutant Ninja Turtles: Out of the Shadows | Vernon Fenwick              |                                     |
| 2016 | Batman Vs. Superman: Dawn of Justice             | Ele mesmo                   | Participação especial               |
| 2017 | The Lego Batman Movie                            | Batman                      | Voz                                 |
| 2018 | Teen Titans Go! To the Movies                    | Slade                       | Voz                                 |
| 2019 | The Lego Movie 2: The Second Part                | Batman                      | Voz                                 |
| 2020 | Doolittle                                        | Jackrabbit in prison cell   | Voz                                 |
| 2021 | Rumble                                           | Steve                       | Voz                                 |

### Televisão
| Ano(s)                 | Título                                                | Papel                                | Notas |
| ---------------------- | ----------------------------------------------------- | ------------------------------------ | --- |
| 1999                   | Sex and the City                                      | Jack                                 | Episódio: "La Douleur Exquise!" |
| 1999                   | The Mike O'Malley Show                                | Jimmy                                | |
| 2000                   | Third Watch                                           | Kenny                                | Episódio: "Spring Forward, Fall Back" |
| 2001                   | Loomis                                                |                                      | Piloto mal-sucedido |
| 2001                   | Boston Public                                         | Hand Salesman                        | Episódio: "Chapter Twenty-nine" |
| 2002                   | Still Standing                                        |                                      | Piloto original |
| 2002                   | Yes, Dear                                             | Bobby                                | Episódio: "Johnny Ampleseed" |
| 2002                   | The Sopranos                                          | Agente Mike Waldrup                  | Episódio: "For All Debts Public and Private", "No Show" |
| 2002                   | Law & Order: Special Victims Unit                     | Tony Damon                           | Episódio: "Angels" |
| 2003–2006, 2013 – 2019 | Arrested Development                                  | George Oscar "G.O.B." Bluth II       | |
| 2004                   | Will & Grace                                          | Artemis Johnson                      | Episódio: "Back Up Dancer" |
| 2005                   | Odd Job Jack                                          | Tiberius McKorkindale                | voz; Episódios: "The Biggest Bang", "Close Encounters of the Uncomfortable Kind"                                                                                                 |
| 2005                   | Danny Phantom                                         | Ghost Writer                         | voz Episódio: "The Fright Before Christmas" |
| 2006                   | Freak Show                                            | Duncan Schiesst/Vários               | voz |
| 2007                   | King of the Hill                                      | Portis                               | voz; episódio: "Hank Gets Dusted" |
| 2007–2013              | 30 Rock                                               | Devon Banks                          | Episódios: "Fireworks", "Jack Gets in the Game", "Succession", "Do-Over", "Into the Crevasse", "Dealbreakers Talk Show #0001", "Plan B", "Idiots Are People Three!", "Game Over" |
| 2008                   | Sesame Street                                         | Max the Magician                     | Episódio: "Max the Magician" |
| 2009                   | Sit Down, Shut Up                                     | Ennis Hofftard                       | Voz Elenco regular |
| 2009                   | Delocated                                             | TV Announcer                         | Episódio: "Good Buds" |
| 2009                   | Monsters vs. Aliens: Mutant Pumpkins from Outer Space | The Missing Link                     | Voz |
| 2010                   | Parks and Recreation                                  | Chris                                | Episódio: "The Set Up" |
| 2010–2012              | The Increasingly Poor Decisions of Todd Margaret      | Brent Wilts                          | Elenco Regular |
| 2010–2011              | Running Wilde                                         | Steve Wilde                          | Elenco regular Co-criador, produtor executivo |
| 2011                   | The Office                                            | Fred Henry                           | Episódio: "Search Committee" |
| 2011–2012              | Up All Night                                          | Chris                                | |
| 2012                   | The Cleveland Show                                    | General Richter                      | Voz; episódio: "A General Thanksgiving Episode" |
| 2013                   | The Millers                                           | Nathan Miller                        | |
| 2014 – 2020            | BoJack Horseman                                       | BoJack                               | |
| 2014                   | The Simpsons                                          | Deputy Director Gratman              | Episódio: "Steal This Episode" |
| 2016                   | Flaked                                                | Chip                                 | Também é co-criador e produtor |
| 2017                   | A Series of Unfortunate Events                        | Pai/Mr. Quagmire                     | 8 episódios |
| 2017                   | Jimmy Kimmel Live!                                    | Ele próprio (apresentador convidado) | 1 episódio |
| 2017                   | Minecon Earth 2017                                    | Ele próprio (apresentador)           | Programa em direto do Youtube |
| 2017                   | Netflix: LIVE                                         | Ele próprio (apresentador)           | Especial da Netflix |
| 2017–2018              | The Gong Show                                         | Ele próprio (júri convidado)         | 5 episódios; também é produtor executivo |
| 2017                   | The Magic School Bus Rides Again                      | Galapagos Gil                        | Voz; Episódio: "Frizzle Of The Future" |
| 2017–presente          | Hot Date                                              | Sam Keurig                           | Episódio: "For Real, Where Have All My Friends Gone?"; também é produtor executivo                                                                                               |
| 2018                   | The Guest Book                                        | Rob                                  | Episódio: "Under Cover" |
| 2019                   | Unikitty!                                             | Batman / Batkitty                    | Voz; Episódio: "Batkitty" |
| 2019                   | Riviera                                               | Jeff Carter                          | 10 episódios |
| 2020                   | LEGO Masters                                          | Ele próprio (apresentador)           | Também é produtor executivo |
| 2020                   | The First Team                                        | Mark Crane                           | 4 episódios |
| 2021                   | All or Nothing: Toronto Maple Leafs                   | Ele próprio (narrador)               | 5 episódios |
| 2021                   | Muppets Haunted Mansion                               | Ghost Host                           | Especial televisivo |
| 2021                   | The Morning Show                                      | Doug Klassen                         | 2 episódios |
| 2021                   | Live in Front of a Studio Audience                    | Dink Lockwood                        | Episódio: "Diff'rent Strokes and The Facts of Life" |
| 2022                   | Murderville                                           | Terry Seattle                        | Elenco regular, produtor executivo |
| 2022                   | Our Flag Means Death                                  | Calico Jack                          | Episódio: " We Gull Way Back" |

### Jogo eletrônico
| Ano  | Título                              | Papel            |
| ---- | ----------------------------------- | ---------------- |
| 2009 | Eat Lead: The Return of Matt Hazard | Matt Hazard      |
| 2009 | Monsters vs. Aliens                 | The Missing Link |